# Nazlat Ahmad Junus
Nazlat Ahmad Junus – miejscowość w Egipcie, w muhafazie Al-Minja, w dystrykcie Maghagha. W 2006 roku liczyła 3348 mieszkańców.